# 土浦市消防本部

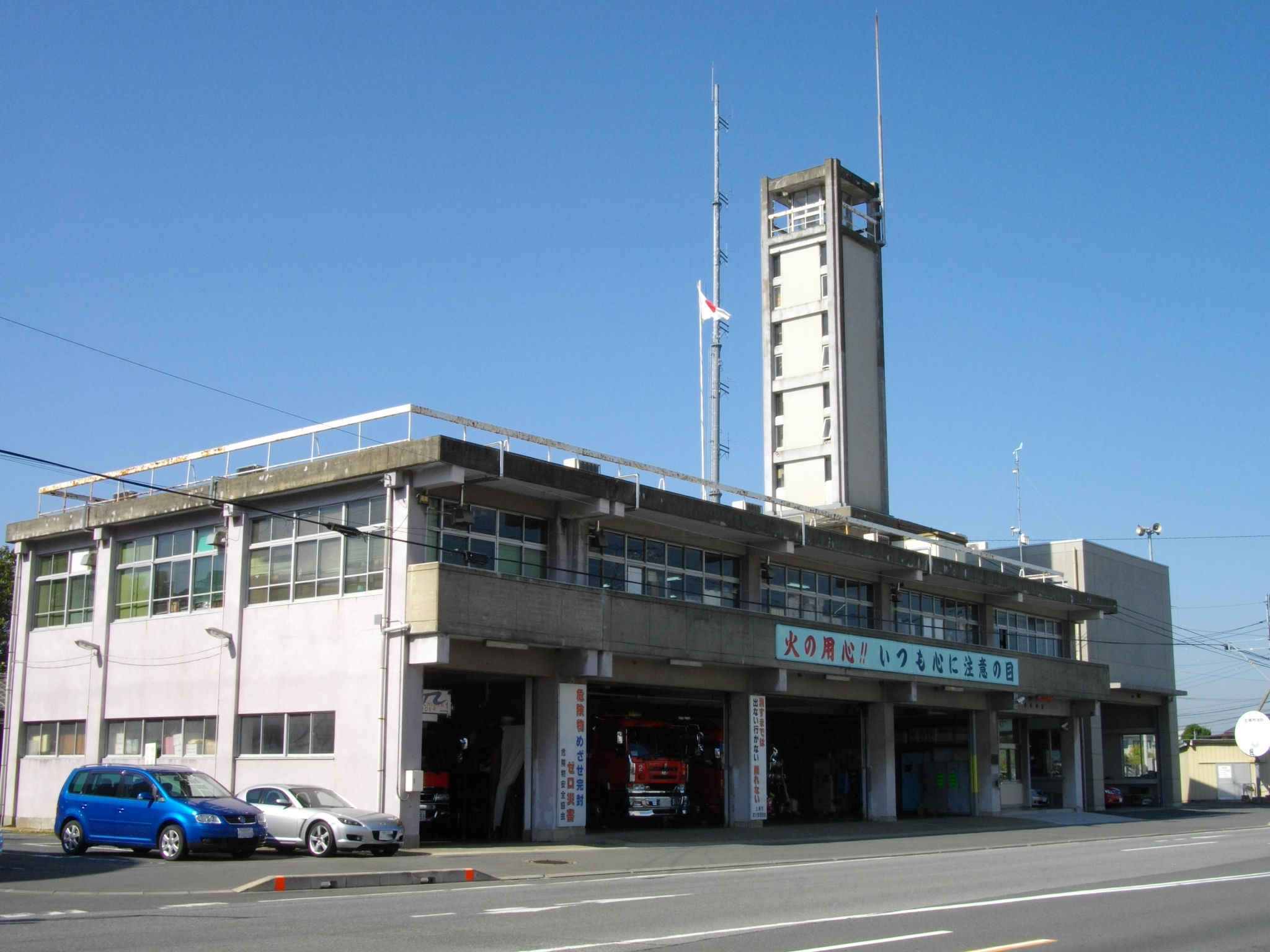
旧庁舎（2012年10月撮影）

土浦市消防本部（つちうらししょうぼうほんぶ、英語: Tsuchiura City fire fighting headquarters）は、茨城県土浦市の消防部局（消防本部）。

## 沿革
- 1955年4月1日　土浦市消防本部及び土浦市消防署を開設する。
- 1959年10月1日　南出張所を開設する。
- 1961年4月1日　救急業務を開始する。
- 1966年2月7日　新消防庁舎へ移転する。
- 1974年7月1日　荒川沖消防署を開設し、2署制となる。土浦市消防署を土浦消防署に改称する。南出張所を廃止する。
- 1978年5月1日　神立消防署を開設し、3署制となる。
- 1982年9月1日　並木出張所を西並木町3580-1に開設する。
- 1983年12月22日　南分署を開設する。
- 1992年11月20日　初の高規格救急車を土浦消防署へ配置する。
- 1993年7月8日　消防艇を土浦消防署へ配置する。
- 2006年2月20日　土浦市が新治郡新治村を編入合併する。これに伴い新治地方広域事務組合から旧村域の消防事務を継承する。新治地方広域事務組合新治消防署は新治消防署となり、4署制となる。
- 2016年2月25日　田中町へ消防本部および土浦消防署を移転する[1]。庁舎自体は一部未完成で、同年3月24日に落成・開庁式を行う[1]。
- 2017年4月1日　並木出張所を土浦消防署に統合し、4署1分署体制となる。
- 2019年3月17日　18m級はしご付消防自動車を廃止し、はしご車を35m級先端屈折式はしご付消防自動車の1台体制とする。

## 組織
- 本部 - 総務課、予防課、警防救急課、通信指令課
- 消防署

## 消防本部庁舎
消防庁舎と2棟の訓練棟があり、前者は3階建て、後者は5階建てである。一般向けの防災体験学習が可能な設備があり、訓練棟には霞ヶ浦での水難事故を想定した訓練を行うためのプールもある。

## 主力機械
2019年4月1日現在
- 消防ポンプ自動車：5
- 水槽付消防ポンプ自動車：6
- はしご付消防自動車：1
- 化学消防ポンプ自動車：1
- 救助工作車：1
- 救急自動車：7
- 指揮車：2
- 査察広報車：5
- 連絡車：6
- 資機材搬送車：2
- 人員搬送車：1
- 消防艇：1

## 消防署
| 消防署       | 住所            | 分署             |
| ------------ | --------------- | ---------------- |
| 土浦消防署   | 田中町2083-1    | 南：桜ケ丘町13-1 |
| 荒川沖消防署 | 中荒川沖町27-12 | なし             |
| 神立消防署   | 神立中央5-32-6  | なし             |
| 新治消防署   | 大畑46          | なし             |